# Benjamin Shreve
Benjamin Shreve, né le 7 mars 1908 et mort le 16 juillet 1985, est un herpétologiste américain.
Il a travaillé avec Thomas Barbour (1884-1946) sur la faune herpétologique antillaise.

## Taxons nommés en son honneur
- Dipsadoboa shrevei Loveridge 1932
- Anolis shrevei Cochran 1939
- Dendrobates shrevei Dunn, 1940
- Hyla shrevei Taylor, 1952
- Anomaloglossus shrevei (Rivero, 1961)
- Pristimantis shrevei Schwartz, 1967

## Taxons décrits
- Atelopus chiriquiensis
- Dendrobates ventrimaculatus
- Dendrobates minutus
- Eleutherodactylus albipes
- Eleutherodactylus brevirostris
- Eleutherodactylus furcyensis
- Eleutherodactylus glanduliferoides
- Eleutherodactylus heminota
- Eleutherodactylus intermedius
- Eleutherodactylus leoncei
- Eleutherodactylus orientalis
- Eleutherodactylus semipalmatus
- Eleutherodactylus turquinensis
- Eleutherodactylus ventrilineatus
- Gastrotheca griswoldi
- Gonatodes falconensis
- Hyla sarayacuensis
- Phrynopus juninensis
- Phrynopus montium
- Pristimantis acuminatus
- Pristimantis pseudoacuminatus
- Sphaerodactylus altavelensis brevirostratus
- Sphaerodactylus altavelensis enriquilloensis
- Sphaerodactylus clenchi
- Sphaerodactylus darlingtoni
- Sphaerodactylus darlingtoni noblei
- Sphaerodactylus lazelli
- Sphaerodactylus randi
- Sphaerodactylus savagei
- Sphaerodactylus savagei juanilloensis